# XHTVM-TDT
XHTVM-TDT es una estación de televisión abierta que opera para el Valle de México, propiedad de Televisora del Valle de México, S.A.P.I de C.V., con una concesión para uso comercial. Hasta el 17 de diciembre de 2015, su transmisión era analógica por el canal 40 de UHF; ahora transmite exclusivamente por la TDT por el canal 26 en el sistema ATSC con una potencia radiada aparente de 513.050 kW.

Actualmente es operado por TV Azteca y es la estación de origen de la señal Proyecto 40 (hoy ADN 40). Esta estación ha sido el centro de varios conflictos legales y laborales debido a los problemas originados por un acuerdo comercial entre Televisora del Valle de México y TV Azteca, lo cual ha provocado varios cambios en su nombre y programación a lo largo de su historia.

## Historia

### CNI Canal 40
En abril de 1993, el gobierno de México otorga a "Televisora del Valle de México, S.A. de C.V." , empresa de Javier Moreno Valle, la concesión comercial para operar el canal 40 de UHF para la Ciudad de México y el área metropolitana.
Inició sus transmisiones de prueba el 5 de diciembre de 1994, y el 19 de junio de 1995 inició sus transmisiones oficiales desde sus estudios y oficinas en el World Trade Center de la Ciudad de México.
Javier Moreno Valle creó la empresa Corporación de Noticias e Información o CNI para producir la programación base del canal, el cual tenía como objetivo la difusión de noticieros y programas de investigación, algo que era visto como necesario en ese momento en particular en la historia de México, cuya población tenía una percepción negativa hacia los noticieros de las cadenas principales, en especial de Televisa.
En sus inicios, gran parte de su programación consistía en la retransmisión del canal Classic Arts Showcase  (conocido simplemente como ARTS por el logo que presentaba) y la señal de la extinta cadena de noticias en español, Telenoticias. 
CNI Canal 40 se destacó por su estilo en su producción informativa al ser percibida como "contestataria" e imparcial. Se destacan entre sus espacios: CNI Noticias, Séptimo Día, En el Límite, Las Nueve y Sereno y El Mañanero (del comediante Victor Trujillo en su personaje Brozo) y la serie documental Realidades.

### Acuerdo comercial con TV Azteca
Javier Moreno Valle, con el fin de obtener recursos adicionales para mantener a flote el canal, realizó un acuerdo comercial con TV Azteca. A grandes rasgos, con el acuerdo se permitiría a TV Azteca proveer programación de 12 AM a 9 PM, conseguir en ese mismo horario anunciantes para la venta de productos o servicios y producir los promos de toda la programación. Este acuerdo también le permitiría a TV Azteca la adquisición de acciones de TVM en el caso de que la empresa decidiera transferirlas a un tercero, ya fuera parcialmente o en su totalidad.
El 4 de diciembre de 1998, la televisora de Ricardo Salinas Pliego comenzó a transmitir por XHTVM la señal de Azteca 40, dejando a CNI la operación del Canal de 9 a 11:59 PM.
Sin embargo, el 16 de julio del 2000, TVM deja de transmitir la señal de Azteca 40 para transmitir exclusivamente la señal producida por CNI. El 23 de julio del 2000, en entrevista con Ciro Gómez Leyva en el espacio Séptimo Día de CNI, Javier Moreno Valle anunció que desconocía los acuerdos con TV Azteca al considerar que su objetivo era llevar a la quiebra a TVM para adquirirla a bajo costo aprovechando que se le daría a TV Azteca la prioridad para este efecto, gracias al acuerdo. El argumento de Moreno Valle era que Azteca 40 confundía a la gente al dar la idea de que XHTVM ya era propiedad de TV Azteca y que, además de que no se difundía promoción de CNI en los canales 7 y 13, la programación de Azteca 40 le había quitado espacio a varios programas de CNI, en especial al tener espacios informativos propios de Azteca 40.
TV Azteca consideró ilegal y unilateral esta decisión, por lo que inició un largo conflicto legal. Inicialmente, TV Azteca se amparó para que el acuerdo se respetara y pudiera poner en efecto su opción de compra.

### El Chiquihuitazo
El conflicto legal y mercantil entre TVM y TV Azteca se llevó ante la Corte Internacional de Arbitraje de la Cámara Internacional de Comercio en París, Francia. El 21 de diciembre de 2002, se emitió un laudo que favorecía a TVM y CNI e impedía a TV Azteca la adquisición de acciones de TVM.
TV Azteca desconoce este laudo y en respuesta, el 27 de diciembre de 2002, se hace la toma de la planta de transmisión de XHTVM en el Cerro del Chiquihuite al norte del Distrito Federal, con lo que la emisión de Azteca 40 desplaza por completo la señal de CNI. Este incidente (que se dice se llevó a cabo con la ayuda de un comando armado, cosa que TV Azteca ha negado), es conocido como El Chiquihuitazo.
En respuesta a la señal de Azteca 40, la señal de CNI Canal 40, sin cambios, se mantuvo por streaming en la página de internet de CNI, y en sistemas de televisión de pago del país.
Durante el transcurso de un mes, se llevaron a cabo varias acciones por parte de los involucrados, como lo fue el intento de contratación por TV Azteca de la planta laboral de TVM y CNI, marchas y manifestaciones públicas de trabajadores de TVM y CNI, suspensión de la señal de XHTVM y aseguramiento de la planta transmisora por parte de la SCT.
Finalmente, el 24 de enero de 2003, la juez Luz María Díaz Barriga otorgó un amparo provisional a CNI y se ordena el fin del aseguramiento de la planta transmisora en el Cerro del Chiquihuite para restablecer la señal de CNI Canal 40, lo que ocurrió el 27 de enero.

### Declive de CNI
El fin del Chiquihuitazo no pondría fin a los problemas para TVM y CNI. La falta de recursos que se agudizó con el rompimiento con Azteca y problemas con otros acreedores llevó a los trabajadores sindicalizados de Televisora del Valle de México a considerar entrar en huelga en varias ocasiones. El conflicto con TV Azteca dio origen a varias denuncias por parte de esta empresa acusando a Javier Moreno Valle de fraude por préstamos que se realizaron durante el acuerdo comercial y evasión fiscal. En febrero de 2005, la PGR ejerció acción penal contra Javier Moreno Valle y se giró una orden de aprehensión por la defraudación fiscal por 3'206,429 pesos mexicanos. Ante esta orden, Javier Moreno Valle huyó a los Estados Unidos, con lo que iniciarían varios intentos de extradición.
El 19 de mayo de 2005, con un adeudo de más de 11 quincenas de sueldos caídos, los trabajadores de TVM deciden ir finalmente a la huelga con lo que terminan las transmisiones de CNI Canal 40.
A raíz de la huelga de TVM, saldrían a la luz varias acciones cuestionables por parte de CNI y su dueño Javier Moreno Valle, como los préstamos de GE Capital y largas listas de acreedores, e incluso se denunció que CNI utilizaba sus foros de Canal 40 para polarizar a la población a su favor e incluso "linchar" mediáticamente a personalidades políticas.
El 5 de diciembre de 2005, TV Azteca levantó la huelga de TVM, mediante la representación de Hernán Cabalceta quien poseía acciones de TVM y fue considerado administrador único ante la ausencia de Javier Moreno Valle, pagando la deuda que se tenía con los trabajadores sindicalizados. Por otra parte, el personal de CNI, considerado de confianza y que no está sindicalizado en el Sindicato Nacional de Trabajadores de la Radio y la Televisión, no recibió el pago de pasivos por parte de TV Azteca en un inicio, por lo que estos trabajadores demandaron a la empresa. Gracias a un fallo a favor de los trabajadores de CNI, el 7 de diciembre de 2006, TVM y TV Azteca se vieron obligados a realizar el pago de 46 millones de pesos en pasivos.

### Proyecto 40 / ADN 40
A partir del 21 de febrero de 2006, TV Azteca inicia la transmisión de la señal Proyecto 40 a través de XHTVM. Su programación viene, en cierta forma, a llenar el vacío dejado por CNI ya que en un inicio se producen programas de noticias y foros de debate. En la actualidad se emiten, además de sus noticieros estelares y foros de debate; películas, programas de crítica, documentales, dramas, comedía y talk shows.
Aunque la señal es producida por TV Azteca, Proyecto 40 se presentó como independiente de esta televisora. Los contenidos de sus noticieros y programas de opinión son muy diferentes a los de Azteca y presentan un estilo propio. En un inicio, no se promovía la programación de los canales 7 y 13 de manera directa, aunque si se anunciaban otras propiedades de Azteca como el Grupo Editorial Azteca y la revista Vértigo. Cabe mencionar que los espacios de publicidad (spots cortos) se utilizan en su mayoría para anunciar la programación, algunos productos que son propiedad de Azteca y anuncios políticos y de gobierno como lo marca la ley. Si bien, existe la programación pagada (infomerciales y ministerios), algunos de los programas son patrocinados de una manera parecida a las televisoras públicas. Sin embargo, después de la mayor expansión de la señal en 2016 en la red de estaciones de TV Azteca, comenzaron a promocionarse programas y otros productos de TV Azteca en la señal, como lo fue el caso del regreso de Los Simpson a Azteca 7 y el evento Juguetón.
Desde el 13 de marzo de 2017, la señal cambió su nombre a adn 40. En esta nueva etapa, la señal se enfoca la información de manera más integral (aunque inicialmente la programación no tuvo grandes cambios) y TV Azteca se involucra de lleno en la señal, presentando los programas de Azteca Opinión (actualmente presentados como adn Opinión) y la transmisión de partidos de fútbol cuyos derechos de transmisión los tiene TV Azteca. adn son siglas cuyo significado es Azteca, Deportes y Noticias.

### Situación actual del canal
De acuerdo con reportes de TV Azteca, en enero de 2006, esta empresa adquirió 118´750,000 de acciones de TVM, lo que representa el 51% del capital social de la televisora.
Ante esta compra y la restitución del acuerdo de 1998 por Hernán Cabalceta, se realizaron asambleas generales ordinarias y extraordinarias de accionistas de TVM, las cuales se opusieron a las acciones de TV Azteca. TV Azteca demandó judicialmente en febrero de 2006 y el Juez 44.º Civil decretó la suspensión de la ejecución de las resoluciones adoptadas por las asambleas. Con esto, Cabalceta se mantuvo como "administrador único" y se mantuvo la restitución de los acuerdos de 1998, bajo los cuales TV Azteca se ampara para producir y emitir la señal de Proyecto 40 en XHTVM. Sin embargo, TV Azteca admite que prevalecen ciertas disputas legales con CNI, TVM y Javier Moreno Valle.
El 13 de diciembre de 2006, se otorgó la prórroga para seguir operando la estación XHTVM hasta el 31 de diciembre de 2021 a nombre de Televisora del Valle de México S.A. de C.V. sin que hubiera alguna cesión a TV Azteca.
El 31 de mayo de 2007 se autoriza la modificación a la concesión para operar simultáneamente en Televisión Digital Terrestre (TDT). Más tarde, al igual que todos los canales analógicos trasmitiendo para el Valle de México, la transmisión analógica de XHTVM-TV Canal 40 dejó de operar el 17 de diciembre de 2015 a las 00:00 horas sin haber ningún cambio o afectación a la programación de Proyecto 40 y/o de XHTVM-TDT.
El 11 de octubre de 2011, Javier Quijano Baz intentaría recuperar la propiedad de XHTVM acudiendo a las instancias correspondientes (COFETEL, SEGOB Y SCT), tras haber ganado una sentencia judicial que reconoce a Javier Moreno Valle como administrador único en lugar de Hernán Cabalceta. Javier Quijano Baz admite que TV Azteca si tiene el 51% del capital social de TVM pero que este se encuentra en prenda más no en propiedad de TV Azteca.
Si bien existe esta sentencia, y los acuerdos de 1998 habrían vencido en 2008, TV Azteca continuó con la emisión de la señal de Proyecto 40 (hoy ADN 40) y la multiprogramación de XHTVM, esto en virtud de que sigue en litigio la representación legal de TVM, en especial, con Javier Moreno Valle estando prófugo por la acusación de defraudación fiscal en su contra. 
El 15 de junio de 2015, el IFT emite la autorización de la modificación de los estatutos sociales de la sociedad Televisora del Valle de México, convirtiéndose en una Sociedad Anónima Promotora de Inversión.
De acuerdo al anexo a la concesión sobre estructura accionaria, publicado el 4 de septiembre de 2017, el IFT reconoció a TV Azteca como accionista mayoritario y empresa controladora de la estación con un 51.01% de las acciones, mientras que Javier Moreno Valle mantiene el 43.99% de las acciones. En un documento más reciente, inscrito el 17 de agosto de 2018, TV Azteca sigue siendo el accionista mayoritario con 52.42% de las acciones de la televisora pero ya no es la empresa controladora.
El 26 de abril de 2024 hubo actividad sospechosa en los pisos 40 y 41 del World Trade Center, ya que un grupo de personas probablemente pertenecientes a BancoMext la administración del WTC, llevaron a cabo un desalojo/embargo de muebles y bienes,luego de 18 años de litigio entre TV Azteca y Ricardo Salinas Pliego, cabe señalar que dichos bienes embargados pertenecen a CNI Canal 40 y a Javier Moreno Valle, concesionario original, la huelga de trabajadores estallada el 19 de mayo de 2005 solo la levanto parcialmente TV Azteca actuando como "patrones sustitutos", pero nunca pagaron del todo los laudos que heredaron de CNI

## Multiprogramación
TV Azteca utilizó los subcanales (o multiprogramación, como es denominado por el IFT) de esta estación para promover la venta de equipos receptores de TDT conocidos como Hi-tv comercializados por TV Azteca, los cuales, además del formato MPEG-2, recibían el formato MPEG-4 el cual no es de uso común en la mayoría de los televisores, motivo por el cual, esos canales no podían ser sintonizados por cualquier televisor.
Tras una sanción por parte de la SCT y la posterior regulación por parte de la IFT, la multiprogramación actual de XHTVM-TDT se limita a sólo un subcanal en el formato MPEG-2, el cual retransmite la programación de Azteca Uno diferida a 2 horas. 
| Canal de transmisión | Canal virtual | Resolución | Relación de aspecto | Nombre PSIP | Programación        |
| -------------------- | ------------- | ---------- | ------------------- | ----------- | ------------------- |
| 26                   | 40.1          | 1080i      | 16:9                | XHTVM       | adn 40              |
| 26                   | 40.2          | 480i       | 16:9                | XHTVM       | azteca uno -2 horas |